# Specialità del ciclismo su pista
Esistono numerose specialità del ciclismo su pista, ciascuna delle quali ha una diversa tipologia di svolgimento e un diverso regolamento, e ciascuna delle quali richiede una differente preparazione. Di solito ogni pistard è specializzato in una sola prova o gruppo di prove. Le specialità vengono suddivise in tre famiglie:
- gare veloci (i 200 metri e il giro lanciato, la velocità, la corsa a cronometro, il keirin, la velocità a squadre e la velocità in tandem), che richiedono forza esplosiva e massima velocità di punta;
- gare sul passo o di endurance (l'inseguimento, l'americana, la corsa a punti, lo scratch, la corsa a eliminazione e il mezzofondo), che richiedono doti di fondo, velocità prolungata, e in parte doti tattiche;
- gare multiprova, rappresentate dall'omnium, che raccoglie in un'unica gara quattro differenti specialità.

## 200 metri a cronometro
La cronometro sui 200 metri è una gara individuale con partenza lanciata che solitamente viene disputata per selezionare i ciclisti partecipanti alla fase a eliminazione di un evento di velocità. Ciascun concorrente, al fine di guadagnare velocità in vista dell'arrivo, percorre una distanza di circa 800 metri per poi spingere al massimo nei 200 metri cronometrati prima del traguardo.

## Velocità
Nella gara di velocità due, tre o quattro ciclisti si sfidano partendo dallo stesso punto della pista e coprendo due o tre giri di pista (a seconda che la stessa sia rispettivamente lunga più o meno di 333 metri).
Si tratta, specialmente nella sfida a due, di una tipologia di gara molto tattica, tanto che viene fissato per sorteggio quale degli atleti debba partire per primo: il secondo è infatti avvantaggiato in quanto può studiare meglio le mosse dell'avversario e sfruttarne la scia al momento dello sprint. I ciclisti non partono subito alla massima velocità, ma percorrono i primi giri ad andatura ridotta, studiandosi nel tentativo di sorprendersi a vicenda. Solo gli ultimi 200 metri vengono effettivamente cronometrati. Talvolta gli atleti rallentano a tal punto da fermarsi, facendo surplace, nel tentativo di far passare avanti l'avversario.
La fase eliminatoria avviene cronometrando i tempi individuali sui 200 metri lanciati: solitamente è in queste occasioni che si stabiliscono le prestazioni migliori in senso assoluto, in quanto viene meno la componente tattica della gara. Gli atleti che superano le eliminatorie procedono poi agli scontri diretti, uno contro l'altro: passa il turno chi per primo vince due confronti con l'avversario. Se necessario, gare di ripescaggio tra gli sconfitti, spesso a tre o quattro partecipanti, permettono al vincitore di accedere anch'egli al turno successivo.

## Inseguimento individuale
Nella gara di inseguimento individuale due ciclisti competono su una distanza fissata partendo da fermi da due punti degli opposti rettilinei della pista. Vince il ciclista che riesce a raggiungere l'avversario o altrimenti, a ricongiungimento non avvenuto, il concorrente che realizza il miglior tempo. La distanza da percorrere è di 4 km per le prove maschili open, 3 km per quelle femminili Elite e per quelle maschili juniores, 2 km per quelle femminili juniores.
Le competizioni a inseguimento sono caratterizzate in genere da una prima manche nella quale i corridori scendono in pista uno dopo l'altro per stabilire il loro tempo di qualifica. Gli autori dei quattro migliori tempi vengono quindi accoppiati per le semifinali e le finali.

## Inseguimento a squadre
Nell'inseguimento a squadre due formazioni si fronteggiano su una lunghezza di gara prefissata partendo anch'esse da due punti opposti della pista; vince la squadra che riesce a raggiungere l'altra, oppure quella che percorre la distanza nel minor tempo. Sia nelle competizioni maschili che in quelle femminili le squadre sono composte da quattro ciclisti, e la lunghezza da percorrere è 4 km; prima delle modifiche al regolamento UCI apportate in data 25 febbraio 2013, nelle gare femminili le formazioni erano invece formate da tre cicliste, e gareggiavano sulla distanza dei 3 km.
Le competizioni seguono lo stesso formato previsto nelle gare di inseguimento individuale, con qualificazione e seguente tabellone a eliminazione diretta. Il tempo finale di ogni squadra viene rilevato sulla ruota anteriore del terzo ciclista al traguardo.

## Corsa a cronometro
La gara a cronometro è una gara contro il tempo nella quale ciascun corridore percorre una distanza prefissata partendo da fermo. Vince chi ottiene il miglior tempo. Le competizioni maschili si svolgono sulla distanza di un chilometro (da cui la denominazione "chilometro da fermo"), quelle femminili sulla distanza di 500 metri.
La gara si disputa in prova unica: i ciclisti, che scendono in pista uno per uno secondo un ordine prestabilito, hanno quindi un unico tentativo per stabilire il miglior tempo.

## Corsa a punti
La corsa a punti è una gara di gruppo nella quale la vittoria viene assegnata a chi totalizza più punti. Si disputa su distanze variabili a seconda della categoria: 30 chilometri nelle gare maschili Elite, 20 in quelle femminili Elite, 15/16 in quelle maschili juniores e 10 in quelle femminili juniores. Tali distanze sono superiori nelle gare dei campionati del mondo.
Ci sono due modi per accumulare punti: classificarsi tra i primi quattro in uno degli sprint intermedi, oppure guadagnare un giro sul gruppo. In genere lo sprint, sulle piste di 250 metri, è ogni 10 giri, altrimenti, sulle piste più lunghe, è ogni due chilometri. Al primo classificato di ogni volata vanno 5 punti, al secondo 3, al terzo 2, al quarto 1 (i punteggi sono raddoppiati nell'ultimo sprint, quello che conclude la corsa). L'altra possibilità di guadagnare punti è offerta dalla "presa di giro": se un corridore riesce a doppiare il gruppo, prende 20 punti; al contrario, però, se viene doppiato dallo stesso gruppo, perde 20 punti.

## Keirin
Il keirin, specialità di origine giapponese, è una gara di velocità sulla distanza di due chilometri, caratterizzata dalla presenza, nelle fasi iniziali, di una particolare motocicletta a pedali, detta derny. I corridori partecipanti, generalmente da quattro a otto, partono da fermi, allineati, e si incolonnano in scia al derny, che transita per la linea di partenza alla velocità di 30 km/h (25 per le donne). In questa fase è vietato superare la moto; il corridore sorteggiato con il numero uno e partito alla corda deve inoltre mantenere obbligatoriamente, almeno per il primo giro, la posizione dietro al derny.
La motocicletta accelera quindi gradualmente fino a portarsi alla velocità di 50 km/h (45 per le donne): i corridori tentano durante questa fase di guadagnare una posizione vantaggiosa, generalmente non quella direttamente dietro la moto. Poi il derny esce dalla pista, a 600/700 metri dal traguardo (2,5 giri all'arrivo per le piste da 250 metri, 1,5 per quelle da 400), e i corridori disputano la volata.

## Velocità a squadre
La gara di velocità a squadre, o velocità olimpica, prevede che due squadre di tre corridori si affrontino su una distanza di soli tre giri di pista. I primi due corridori di ciascun team tirano ciascuno per un giro, allargandosi e staccandosi al termine della prima e della seconda tornata rispettivamente; solo il terzo prosegue fino al traguardo. Vince la squadra il cui ultimo atleta ottiene il miglior tempo. Nelle categorie femminili la prova viene disputata da squadre di due sole atlete su una distanza di due giri.
Le competizioni si articolano in genere su una prima manche di qualificazione, e quindi su una finale, cui accedono direttamente le due formazioni con i migliori tempi di qualificazione. Similmente a quanto avviene nell'inseguimento a squadre, la partenza è da fermo, con i ciclisti di ciascuna squadra allineati sui due rettilinei opposti della pista.

## Americana
L'americana, o madison, è una corsa a punti a coppie nella quale i corridori di una stessa squadra si alternano in gara dandosi il cambio "all'americana" (afferrandosi la mano). La graduatoria finale viene stilata in base al numero di giri completati da ciascuna coppia: la gara infatti termina quando la squadra a pieni giri ha concluso tutte le tornate previste. In caso di più squadre a pieni giri, vince tra esse quella che ha ottenuto più punti negli sprint intermedi (in ciascuno vanno 5 punti al primo, 3 al secondo, 2 al terzo, 1 al quarto).
Nella categoria Elite vengono generalmente percorsi da 65 a 100 giri (a seconda della lunghezza della pista), per una distanza di circa 25-26 chilometri; cinque sono gli sprint intermedi. Ai campionati del mondo il chilometraggio è invece di circa 50 chilometri e il numero di sprint, ogni 20 giri, può arrivare a 10. L'americana è la prova più importante del programma delle Sei giorni, in quanto i giri conquistati o perduti in tale specialità determinano la classifica finale.

## Scratch
Lo scratch è una gara che si disputa sulla distanza di 15 chilometri per gli uomini Élite e di 10 chilometri per le donne Élite, con partenza in linea. La classifica finale viene compilata semplicemente in base all'ordine di arrivo al traguardo. I ciclisti doppiati dal gruppo devono lasciare la pista; i ciclisti vittime di incidenti o problemi meccanici ottengono una neutralizzazione per il numero di giri più vicino alla distanza di 1.300 metri. In caso di caduta di gruppo, comunque, si può arrivare all'arresto della gara da parte dei commissari e ad un'eventuale ripartenza.

## Tandem
La gara di tandem si svolge con le stesse regole di quella di velocità, salvo che si percorrono sei giri invece di tre, ma si corre appunto sul tandem, la bicicletta a due posti.
Anche questa prova, come il dietro motori, negli ultimi anni è stata eliminata dal programma olimpico e dei campionati mondiali, e viene corsa raramente. La disciplina rimane presente nel paraciclismo categoria B in cui sono classificati atleti ciechi o ipovedenti dove il pilota deve essere un ciclista non professionista.

## Mezzofondo
Nelle gare di mezzofondo ciascun corridore è preceduto da un allenatore in sella ad una motocicletta di grande cilindrata: questo consente agli atleti, detti "stayer", di raggiungere velocità molto elevate (70-80 km/h) sfruttando l'effetto scia. A differenza del moped impiegato nel derny e nelle fasi iniziali del keirin, la motocicletta è provvista di un'estremità posteriore con un rullo al quale il ciclista in scia cerca di avvicinarsi il più possibile. Anche le biciclette sono molto particolari, con ruota anteriore di diametro ridotto (in genere 24 pollici) – questo per far stare meglio il corpo del pistard nella scia della moto – e rinforzi di acciaio su sella e manubrio.
La distanza di gara è di alcune decine di chilometri; spesso si disputano due manche con ordine di partenza invertito, per non dare un vantaggio a chi parte davanti, in quanto i sorpassi sono difficoltosi nonché pericolosi, sia per l'alta velocità sia perché occorre superare anche la moto dell'avversario. Per questo motivo sulle piste da regolamento è tracciata una linea celeste, distante 2,45 metri dal bordo interno della pista e detta proprio "linea degli stayer", all'esterno della quale deve transitare il binomio moto-ciclista che intenda effettuare un sorpasso. La vittoria della gara va al corridore che taglia per primo il traguardo, non alla motocicletta dell'allenatore.
Questa tipologia di gara, un tempo popolare, ha perso importanza negli ultimi anni, essendo stata tolta dal programma dei Giochi olimpici e dei campionati del mondo.

## Corsa a eliminazione
La corsa a eliminazione, o australiana, è una gara di gruppo nella quale, al termine di ogni giro (salvo il primo) oppure ogni due giri, viene eliminato il corridore che transita per ultimo, con la ruota posteriore, sulla linea del traguardo. Vince l'ultimo corridore che rimane in pista.

## Omnium
L'omnium è una specialità che comprende, dal 2016, quattro prove di gruppo da svolgere nello stesso giorno, nell'ordine scratch, corsa tempo, corsa a eliminazione e corsa a punti. In base al regolamento introdotto nel giugno 2014, in ognuna delle prime tre prove al vincitore vengono assegnati 40 punti, al secondo 38, al terzo 36 e così via fino ai piazzati dalla ventunesima posizione in poi, che ricevono 1 punto. Nella quarta prova, la corsa a punti, i punti ottenuti con il normale regolamento (20 punti per un giro guadagnato, -20 per un giro perso, 5-3-2-1 per gli sprint) si sommano al subtotale precedente di ciascun ciclista, definendo la classifica finale.
A parità di punteggio tra due o più concorrenti, ha la posizione migliore in classifica quello con il miglior piazzamento nello sprint finale della corsa a punti.

## Giro lanciato
Il giro lanciato è una specialità inclusa nell'omnium. Consiste nel compiere un giro cronometrato dopo averne percorso uno o uno e mezzo (o mezzo) a seconda della lunghezza della pista. Lo scopo è quello di ottenere il minor tempo rispetto agli avversari nel giro a tempo.

## Derny

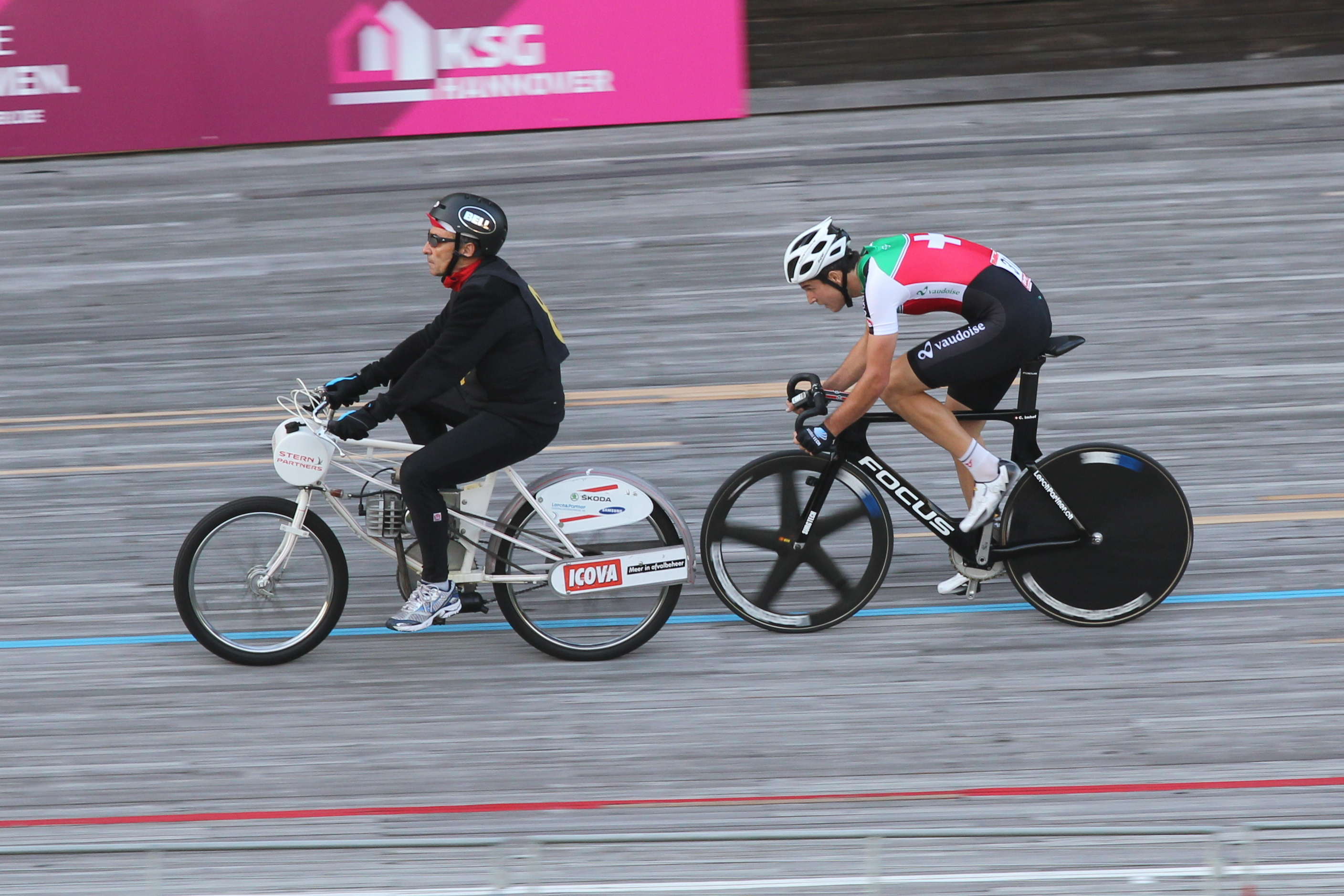
Claudio Imhof durante i campionati europei di derny

Il derny, specialità nata in Europa, è una gara di endurance che si disputa su distanze tra 25 e 40 km. Il nome deriva dalla particolare motocicletta a pedali (il derny) utilizzata dall'allenatore (pilota) di ciascun partecipante per fargli sfruttare la scia.
In una prova possono competere al massimo 10 derny (in funzione delle caratteristiche della pista), e per accedere alla finale possono essere previste delle qualifiche su distanza leggermente inferiore. 
La vittoria va al corridore che taglia per primo il traguardo dopo i giri previsti.

## Record dell'ora
Un'ultima specialità di riferimento del ciclismo su pista è il record dell'ora, che consiste nel coprire il maggior percorso possibile in un'ora partendo da fermo.